# Pirania (samolot)
Pirania – niezrealizowany projekt samolotu pola walki, który powstał w 1991 pod kierunkiem inżyniera Tomasza Makowskiego w Instytucie Lotnictwa w Warszawie. 

## Historia
Samolot Pirania miał być tanią w produkcji i eksploatacji maszyną realizującą zadania bezpośredniego wsparcia wojsk lądowych, zwalczania broni pancernej, walki z nieprzyjacielskimi śmigłowcami i samolotami, realizującego misje rozpoznawcze i patrolowe. Przewidywano możliwość użycia samolotu do walki nad lądem jak również do wypełniania zadań nad akwenami morskimi. Główną ideą przyświecającą projektowi była niska cena przyszłego samolotu. Zakładano, że musi ona zamknąć się w sumie 3 mln USD w wersji podstawowej (rok 1991). Zakładano również duża podatność na modyfikacje i możliwość realizacji projektu w oparciu o krajowy przemysł lotniczy przy założeniu, że niektóre użyte w konstrukcji systemy będą musiały zostać zakupione u producentów zagranicznych. Napęd miały stanowić dwa silniki turbośmigłowe, co nie tylko gwarantowało spełnienie tych warunków, ale również miało za zadanie zagwarantowanie dobrych parametrów lotu przy niskich prędkościach i na niskiej wysokości. Moc silników miała być równa około 1000 kW. Podobnie jak w przypadku zbliżonego projektu PZL-230 Skorpion w grę wchodziło również użycie dwóch silników odrzutowych o ciągu od 1000 do 2200 daN. Prace konstrukcyjne miały rozpocząć się w 1992 roku, oblot prototypu planowano na 1994 rok. W 1997 roku planowano uruchomienie produkcji seryjnej. Maszyna nigdy nie weszła do produkcji. Projekt został anulowany po powstaniu makiety PZL-230 Skorpion.

## Wersje
Pirania miała być samolotem modułowym umożliwiającym budowę innych specjalistycznych maszyn w oparciu o komponenty zastosowane w Piranii. Przewidywano budowę wersji pasażerskiej (z kabiną przeznaczoną dla pasażerów o długości 4,80 m), mogącej wypełniać zadania transportowe, sanitarne oraz stanowić w przyszłości platformę dla lotniczego systemu ostrzegania i kontroli. Podstawowe dwie wersję maszyny różniły się rodzajem zastosowanych silników. W wersji A były to dwa silniki odrzutowe. Planowano zastosowanie krajowej produkcji silników PZL K-5 lub PZL K-15 ewentualnie PZL D-18. W przypadku wersji T, miały być to dwa silniki turbośmigłowe PZL-10 lub inne jednostki napędowe: Walter M-601T, Pratt and Whitney PT6A-25 lub PT6A-62. Rodzaj jednostki napędowej warunkował sposób ich montażu. W przypadku silników śmigłowych planowano zabudowanie ich na dwóch pylonach zamontowanych nad skrzydłem (po jednym na płat). W przypadku jednostki odrzutowej, silniki zamierzano zamontować na dwóch pylonach wspartych o tył kadłuba po obu jego stronach (podobnie jak na Fairchild A-10 Thunderbolt II). W przypadku budowy prototypu planowano montaż dwóch silników turbośmigłowymi Garrett TPF351-20A z pchającymi sześciołopatowymi śmigłami. Silniki te zostały użyte w prototypowym samolocie komunikacji lokalnej Embraer/FMA CBA 123 Vector. Bez względu na rodzaj zastosowanego napędu, przewidywano możliwość budowy wersji jedno lub dwumiejscowej.

## Konstrukcja
Pirania miała być jedno lub dwumiejscowym, całkowicie metalowym, wolnonośnym dolnopłatem. W wersji śmigłowej planowano zastosowanie trójdźwigarowego do pylonów silnikowych a od pylonów do końca dwudźwigarowego płata o obrysie trapezowym z integralnymi zbiornikami paliwa. Skrzydło miało posiadać dwuszczelinowe klapy semi-Fowler oraz szczelinowe lotki. Kadłub o konstrukcji półskorupowej, opancerzony, stanowiący jedną całość ze statecznikiem pionowym. Z tyłu kadłuba, po obu jego stronach planowano montaż płytowych hamulców aerodynamicznych. Kabina załogi wyposażona w wyrzucane fotele. Usterzenie w układzie litery T. W wersji z silnikami odrzutowymi statecznik poziomy miał znajdować się u podstawy statecznika pionowego. Podwozie częściowo chowane z przednim podparciem. Przednie, jednokołowe do wnęki w kadłubie, główne do pylonów silnikowych lub w wersji odrzutowej do gondoli silnikowych umieszczonych w skrzydłach. Wystające częściowo po schowaniu z wnęki i pylonów podwozie, w przypadku awaryjnego lądowania ze schowanymi kołami miało chronić całą konstrukcję przed poważniejszymi uszkodzeniami. Opony niskociśnieniowe, pozwalające na operowanie z lotnisk gruntowych. Zespół napędowy składający się z dwóch silników śmigłowych zawieszonych na dwóch pylonach nad płatem lub w przypadku wersji odrzutowej na dwóch pylonach przymocowanych do tylnej części kadłuba po obu jego stronach. Przewidywano możliwość startu z rakietowym silnikiem pomocniczym montowanym na węźle podkadłubowym. Łączna pojemność zbiorników integralnych i kadłubowych miała wynosić około 850 dm³. Maszyna mogła przenosić również od jednego do trzech zbiorników podwieszanych o pojemności po 480 dm³.

## Uzbrojenie
Uzbrojenie strzeleckie miało składać się z jednego, dwulufowego działka GSz-23Ł kal. 23 mm z zapasem 200 nabojów lub jednego, czterolufowego karabinu maszynowego TKB-063 kal. 12,7 mm z zapasem amunicji 300 nabojów. Na 8 węzłach podskrzydłowych i jednym podkadlubowym można było przenosić różnorodne uzbrojenie podwieszane. W przypadku wersji z silnikiem odrzutowym planowano zastosowanie 6 węzłów podskrzydłowych i jednego podkadłubowego.